# Дом смерти Амитивилля
Дом смерти Амитивилля (англ. Amityville Death House) — американский фильм ужасов о сверхъестественном 2015 года режиссёра Марка Полония, сценариста Джона Оука Далтон, а в главной роли снялся Эрик Робертс. Это двенадцатый фильм, снятый по мотивам романа Джея Энсона «Ужас Амитивилля» 1977 года.

## Сюжет
В XVII веке белая ведьма по имени Эбигейл Уилмонт переехала в Амитивилль после того, как её изгнали из Салема. Когда магия Эбигейл не помогла спасти жизнь больному ребёнку, её обвинили в том, что она изначально вызвала болезнь ребёнка, и линчевали на окраине Амитивилля. В настоящем колдун по имени Тёмный Лорд решил отомстить за смерть Эбигейл, используя колоду таро и Книгу мёртвых, чтобы воскресить Эбигейл в виде полутелесной сущности, которую он выпустил на Амитивилль.
Возвращаясь домой после гуманитарной поездки во Флориду, Тиффани Рэймонд и её друзья Арик, Бри и Диг останавливаются в Амитивилле, чтобы навестить бабушку Тиффани, Флоренс. Флоренс, чьё физическое и психическое здоровье ухудшается с тех пор, как она нашла дневник, принадлежавший Эбигейл, живёт в старом доме Эбигейл, который имеет такие же верхние окна в форме полумесяца, как и дом 112 по Оушен-авеню. Пока Тиффани и её друзья ухаживают за Флоренс и читают дневник, за ними следит Абигейл, которая начала расправу над потомками жителей деревни, убивших её в 1600-х годах. Среди потомков — Флоренс и Тиффани.
Убив пятерых потомков, Эбигейл сворачивает шею Флоренс, а Арик и Диг завораживают её и заставляют напасть на Бри и Тиффани. Во время борьбы блузка Тиффани распахивается, и становится видно, что у неё шесть грудей — признак того, что она ведьма, по мнению Тёмного Лорда. Тиффани использует свою магию, чтобы привести Арика и Дига в чувство, и вместе они нападают на Эбигейл, которая смертельно ранит Дига, а затем тяжело ранит Арика. Эбигейл овладевает трупом Флоренс, а затем Бри. Одержимость Эбигейл заставляет Бри мутировать в паукообразное чудовище, которое убивает Арика. Тиффани, поняв, что сила Эбигейл связана с её дневником, поджигает книгу; это приводит к взрыву дома Флоренс, что привлекает внимание проезжающего мимо шерифа МакГрата. Забывчивый Макграт не даёт одной из страниц дневника сгореть полностью.
Поскольку дневник не был полностью уничтожен, Эбигейл не была побеждена, и фильм заканчивается тем, что она вселяется в Тиффани.

## В ролях
- Кирстен Сент-Пьер в роли Тиффани Рэймонд
- Майкл Мерчант в роли Арика
- Кассандра Хейс в роли Бри
- Хьюстон Бейкер в роли Дига
- Кен Ван Сент в роли шерифа Стива МакГрата
- Даниэль Донахью в роли Шарлейн Уайт
- Стив Диаспарра в роли Уорделла
- Кэтрин Сью Янг в роли Вероники
- Джефф Киркендалл в роли Зика
- Йоли Каналес в роли Флоренс Рэймонд
- Остин Драгович в роли Гилли
- Тодд Карпентер в роли Эрнеста
- Марк Полония в роли помощника шерифа Салливана
- Эрик Робертс в роли колдуна

## Приём
Текс Хула оценил фильм «Дом смерти Амитивилля» как пятый худший из двадцати одного фильма об Амитивилле, который он рецензировал для Ain’t It Cool News. Хула отметил, что постер фильма и последовательность, в которой женщина превращается в паукообразное существо, были единственными впечатляющими вещами в фильме, и далее высказал мнение, что актёрская игра в фильме была даже хуже, чем в фильме «Призраки Амитивилля».